# Surveyor 2
Surveyor 2 est la deuxième sonde lunaire du programme Surveyor, de la NASA, conçue pour explorer la Lune. Le programme est géré par le Jet Propulsion Laboratory (JPL), utilisant des véhicules spatiaux conçus et construits par la compagnie Hughes Aircraft. Elle est lancée le 20 septembre 1966 et s'écrase le 23 septembre 1966 au sud-est du cratère Copernic.

## Objectifs de la mission
Cette sonde spatiale est la deuxième d'une série conçue pour réaliser un atterrissage en douceur sur la Lune et pour prendre des photographies afin de déterminer les caractéristiques du sol lunaire pour les missions d'atterrissage lunaire d'Apollo. Elle est également équipée pour envoyer des données sur la réflectivité radar de la surface lunaire, la force portante de la surface lunaire et les températures des véhicules spatiaux à utiliser dans l'analyse des températures de la surface lunaire. La zone cible proposée se situe dans Sinus Medii.

## Description du véhicule spatial
Contrairement aux atterrisseurs soviétiques Luna, Surveyor est un véritable atterrisseur, comprenant un véhicule de trois mètres de haut basé sur une structure triangulaire en aluminium à paroi mince de 27 kg avec une des trois jambes à chaque coin et un gros moteur à rétrofusée à propergol solide au centre (qui représente plus de 60% de la masse globale de la sonde lunaire). La sonde spatiale est équipé d'un système de détection de vitesse Doppler qui alimente en informations l'ordinateur du véhicule spatial pour mettre en œuvre une descente contrôlée vers la surface lunaire. Chacun des trois pieds de la sonde comporte également des amortisseurs de type avion et des jauges de contrainte pour fournir des données sur les caractéristiques d'atterrissage, importantes pour les futures missions Apollo.
La structure de base de la sonde spatiale Surveyor se compose d'un trépied de tubes en aluminium à paroi mince et d'entretoises fournissant des surfaces de montage pour les systèmes d'alimentation, de communications, de propulsion, de commande de vol et de charge utile. Un mât central s'étend à environ un mètre au-dessus du sommet du trépied. Trois jambes d'atterrissage articulées sont fixées aux bas de la structure. Les jambes en aluminium ont des amortisseurs et le mécanisme de verrouillage se termine par trois pieds avec amortisseurs. Les trois pieds s'étendent à 4,3 mètres du centre de la sonde Surveyor. Le véhicule spatial mesure 3 mètres de haut. Les jambes sont repliées pour s'insérer dans la coiffe au lancement.
Une surface de 0,855 m2 de 792 cellules photovoltaïques est montée au-dessus du mât et génère jusqu'à 85 watts de puissance emmagasinée dans un accumulateur argent-zinc. Les communications sont réalisées via une antenne mobile à gain élevé montée près du haut du mât central pour transmettre des images de télévision, deux antennes omnidirectionnelles montées aux extrémités du mât pour les liaisons montante et descendante, ainsi que deux récepteurs et deux émetteurs.
Le contrôle thermique est obtenu par une combinaison de peinture blanche, de finition thermique à haute émittance infrarouge et de dessous en aluminium poli. Deux compartiments à contrôle thermique, équipés de couvertures super-isolantes, d'interrupteurs thermiques et de petits radiateurs électriques, sont montés sur la structure de la sonde spatiale. Un compartiment, maintenu entre 5 et 50 °C, abrite les communications et l'électronique pou l'alimentation. L'autre, tenue entre −20 et 50 °C, abrite les composants de commande et de traitement du signal.
La caméra de télévision est montée près du sommet du trépied et des jauges de contrainte, des capteurs de température et d'autres instruments d'ingénierie sont intégrés dans toute la sonde spatiale. Une cible photométrique est montée près de l'extrémité d'une des jambes d'atterrissage et une sur une courte perche s'étendant au bas de la structure. D'autres ensembles de charges utiles, qui diffèrent d'une mission à l'autre, sont montés sur différentes parties de la structure dépendant de leur fonction.
Un capteur solaire, un viseur de l'étoile Canopus et des gyroscopes sur trois axes fournissent une connaissance de l'attitude. La propulsion et le contrôle d'attitude sont assurés par des jets d'azote gazeux froid durant les phases de la trajectoire, trois moteurs-fusées à vernier durant les phases propulsées, y compris l'atterrissage, et le moteur à propergol solide durant la descente finale. La rétrofusée est un boîtier sphérique en acier monté au centre inférieur de la sonde spatiale.
Les moteurs verniers utilisent du carburant hydrate d'hydrazine et un oxydant MON-10 (90% N2O2, 10% NO). Chaque chambre peut produire 130 N à 460 N de poussée sur commande, un moteur peut pivoter pour contrôler le roulis. Le carburant est emmagasiné dans des réservoirs sphériques montés sur la structure du trépied. Pour la séquence d'atterrissage, un radar d'altitude déclenche la mise à feu de la rétrofusée principale pour le freinage primaire. Une fois l'allumage terminé, la rétrofusée et le radar sont largués et les radars doppler et altimètre sont activés. Ceux-ci fournissent des informations au pilote automatique qui contrôle le système de propulsion vernier à l'atterrissage.
Aucune instrumentation n'est transportée spécifiquement pour les expériences scientifiques, mais des informations scientifiques considérables sont obtenues. La sonde Surveyor 2 porte deux caméras de télévision - une montée sur le bas du cadre pour la photographie d'approche, qui n'est pas utilisée, et la caméra de télévision d'enquête. La sonde Surveyor 2 a une masse de 995,2 kg au lancement et 294,3 kg à l'atterrissage.

## Description des instruments
Aucun instrument particulier pour des expériences n'est emporté, pourtant des informations scientifiques considérables sont obtenues. La sonde est équipée de deux caméras : une pour l'approche, qui n'est pas utilisée et une pour les opérations sur la surface lunaire. Plus de 100 capteurs sont à bord.

### Caméra de télévision
La caméra de télévision se compose d'un tube Vidicon, d'objectifs de focale de 25 mm et 100 mm, d'un obturateur, de filtres et de diaphragmes montés le long d'un axe incliné à environ 16° par rapport à l'axe central de la sonde lunaire. La caméra est montée sous un miroir qui peut être déplacé en azimut et en élévation. Le fonctionnement de la caméra dépend totalement de la réception de la commande de la Terre. La couverture image par image de la surface lunaire est obtenue sur 360° en azimut et de 40° au-dessus du plan normal de l'axe Z de la caméra jusqu'à 65° en dessous de ce plan. Deux modes de fonctionnement sont utilisés, un à 200 et un autre à 600 lignes.
Le mode 200 lignes transmet d'une antenne omnidirectionnelle les 14 premières photos et numérise une image toutes les 61,8 secondes. Les transmissions restantes sont des images de 600 lignes avec une antenne directionnelle, et chaque image est balayée toutes les 3,6 secondes. Chaque image de 200 lignes nécessite 20 secondes pour une transmission vidéo complète et une bande passante de 1,2 kHz.
Chaque image de 600 lignes nécessite 1 seconde (valeur nominale) pour être lue à partir du tube Vidicon et nécessite une bande passante de 220 kHz pour la transmission. Les transmissions de données sont converties en un signal de télévision standard pour la télévision en circuit fermé et la télévision publique. Les images de télévision sont affichées sur Terre sur un moniteur à balayage lent recouvert de phosphore à longue persistance. La persistance est sélectionnée pour correspondre optimalement à la fréquence d'images maximale nominale. Une trame d'identification de télévision est reçue pour chaque trame de télévision entrante et est affichée en temps réel à un débit compatible avec l'image entrante. Ces données sont enregistrées sur un magnétoscope vidéo. Plus de 10 000 photos sont prises par Surveyor 1 avant le coucher de Soleil lunaire du 14 juin 1966. Sont inclus les panoramas grand angle et à angle étroit, la mise au point, la photographie photométrique, de zones spéciales et céleste. La sonde lunaire répond aux commandes d'activation de la caméra le 7 juillet et, le 14 juillet 1966, renvoie près de 1 000 images supplémentaires.

### Jauge de contrainte
Les jauges de contrainte sont montées sur l'absorbeur de chocs de chaque pied pour enregistrer les forces axiales maximales lors de l'impact à l'atterrissage de la sonde. Elles sont conçues pour une force de 800 kg. L'expérience renvoie une excellente force durant le toucher de la sonde lunaire.

## Déroulement de la mission
Le lanceur Atlas-Centaur (AC-7) place la sonde Surveyor 2 sur une trajectoire distante de 130 km du point d'atterrissage prévu.
Durant la correction de trajectoire à 05 h 00 TU le 21 septembre de 9,8 secondes, une des trois rétrofusées ne s'alluma pas et place ainsi la sonde spatiale dans un mouvement de rotation. Malgré pas moins de 39 tentatives pour déclencher le propulseur récalcitrant, le moteur ne réussit pas à s'allumer et Surveyor 2 se dirige vers la Lune sans contrôle. À peine 30 secondes après l'allumage de la rétrofusée à 09 h 34 TU le 22 septembre 1966, les communications cessent. Le véhicule spatial s'écrase le 23 septembre 1966 à 03 h 18 TU sur la Lune à 5° 30'' N et 12° O (déterminé à partir des images du Lunar Reconnaissance Orbiter), juste au sud-est du cratère Copernic.